# Middle East Journal
Il Middle East Journal (MEJ) è una rivista scientifica edita dal Middle East Institute di Washington, Stati Uniti.
Venne pubblicato per la prima volta nel 1947, trattandosi della più antica pubblicazione statunitense in peer review dedicata al Medio Oriente. La rivista viene pubblicata ogni quattro mesi e propone analisi sugli sviluppi politici, economici e sociali del Nord Africa, del Medio Oriente, del Caucaso e dell'Asia Centrale. Ogni numero presenta articoli di studiosi orientalisti, insieme a recensioni di libri e una cronologia degli eventi regionali. Come il Middle East Institute, la rivista non prende posizioni politiche e invita i propri autori a distaccarsi da una visione politicizzata.